# Tytus O’Byrn

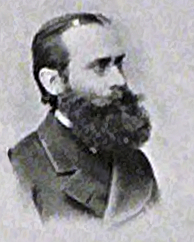

Tytus O’Byrn herbu własnego, ps. „Grzymała” (ur. 4 stycznia 1839 w Irlandce niedaleko Brześcia Litewskiego, zm. 11 marca 1897 w Nowym Targu) – pułkownik w powstaniu styczniowym, uczestnik wojny francusko-pruskiej, inżynier.

## Życiorys
Pochodził spod Brześcia Litewskiego, z rodziny pochodzenia irlandzkiego, był synem Feliksa O’Byrn (jego przodek, James O’Byrn, oficer czasów saskich, należał do tzw. Dzikich Gęsi (Wild Geese) – irlandzkich żołnierzy – emigrantów politycznych z XVII–XVIII w.) oraz Aleksandry Falconi, córki oficera armii rosyjskiej pochodzenia holenderskiego. W grudniu 1862 ukończył Nikołajewską Akademię Sztabu Generalnego w Sankt Petersburgu. 
Krótko po tym, według przekazów rodzinnych, miał przyłączyć się do powstania styczniowego, używając pseudonimu „Grzymała”. Pojawiające się w literaturze poszlaki, jakoby walczył w oddziale Żuawów Śmierci nie zostały potwierdzone, choć był tam oficer o takim pseudonimie. Walczył w oddziale Michała Heydenreicha, biorąc udział w bitwie pod Żyrzynem. Przez krótki czas był naczelnikiem wojennym województwa podlaskiego. Został ranny w bitwie pod Kockiem. 
Przebywał później na emigracji w Paryżu. W roku 1866 był jednym z sygnatariuszy Odezwy powołującej emigrację polską do zjednoczenia na zasadach demokratycznych Zjednoczenie Emigracji Polskiej (1866–1871). Wziął udział w wojnie francusko-pruskiej jako ochotnik, uciekł z niewoli po bitwie pod Sedanem, po czym włączył się w akcję próby utworzenia Legionu Polskiego. Wyznaczony na dowódcę w zastępstwie przebywającego w Paryżu Jarosława Dąbrowskiego, poniósł porażkę, która później stała się przedmiotem kontrowersji i polemiki. Krytykowany za nieudolność przez dziennikarza Bronisława Wołowskiego, bronił się w cyklu artykułów zamieszczonych w krakowskim „Kraju”.
Po zakończeniu Komuny Paryskiej przez krótki czas był więziony przez władze francuskie; podobno wskutek pomyłki; uratowało go zapewne wstawiennictwo generała Ludwika Bystrzonowskiego i innych oficerów. Powróciwszy do Polski, zamieszkał na terenie zaboru austriackiego, początkowo we Lwowie, później w Nowym Targu, gdzie przez wiele lat był na stanowisku p.o. inżyniera wydziału krajowego, nadzorując budowę linii kolejowych. Zmarł w Nowym Targu 11 marca 1897; jako miejsce jego pochowku niekiedy cytowany jest Cmentarz Łyczakowski we Lwowie, jednakże brak na ten temat danych.
W literaturze historycznej Tytus O’Byrn niekiedy nazywany jest błędnie O’Brien de Lacy. Była to inna rodzina polska pochodzenia irlandzkiego, pochodząca od marszałka armii rosyjskiej Maurice de Lacy, który osiadł w dawnej Rzeczypospolitej po tym, jak otrzymał od Katarzyny II pałac Augustówek. Wątpliwości prawdopodobnie zaczęły się od czasu, gdy Stanisław Zieliński w swojej pracy wyraził wątpliwość co do nazwiska, O’Byrn lub O’Brien. Ponieważ rodzina O’Brien de Lacy /de Lassy była zamożna i bardzo znana, w przeciwieństwie do mniej znanych O’Byrnów / d’Obyrnów polskich, wielu czytelników przyjęło częściej spotykaną formę za pewnik.